# Noneiras
Noneiras (Nonières en francès) és un municipi francès situat al departament de l'Ardecha i a la regió d'Alvèrnia-Roine-Alps. L'any 2007 tenia 201 habitants.

## Demografia

### Població
El 2007 la població de fet de Nonières era de 201 persones. Hi havia 85 famílies de les quals 23 eren unipersonals (19 homes vivint sols i 4 dones vivint soles), 27 parelles sense fills, 31 parelles amb fills i 4 famílies monoparentals amb fills.
La població ha evolucionat segons el següent gràfic:
Habitants censats

### Habitatges
El 2007 hi havia 177 habitatges, 87 eren l'habitatge principal de la família, 86 eren segones residències i 4 estaven desocupats. 167 eren cases i 10 eren apartaments. Dels 87 habitatges principals, 71 estaven ocupats pels seus propietaris, 14 estaven llogats i ocupats pels llogaters i 2 estaven cedits a títol gratuït; 1 tenia una cambra, 7 en tenien dues, 23 en tenien tres, 31 en tenien quatre i 26 en tenien cinc o més. 61 habitatges disposaven pel capbaix d'una plaça de pàrquing. A 33 habitatges hi havia un automòbil i a 49 n'hi havia dos o més.

### Piràmide de població
La piràmide de població per edats i sexe el 2009 era:
| Homes | Edats   | Dones |
| ----- | ------- | ----- |
| 0     | 95 o +  | 0     |
| 0     | 90 a 94 | 0     |
| 0     | 85 a 89 | 0     |
| 4     | 80 a 84 | 0     |
| 4     | 75 a 79 | 12    |
| 4     | 70 a 74 | 4     |
| 0     | 65 a 69 | 4     |
| 8     | 60 a 64 | 4     |
| 0     | 55 a 59 | 4     |
| 8     | 50 a 54 | 0     |
| 4     | 45 a 49 | 8     |
| 12    | 40 a 44 | 12    |
| 0     | 35 a 39 | 4     |
| 12    | 30 a 34 | 4     |
| 12    | 25 a 29 | 4     |
| 4     | 20 a 24 | 12    |
| 0     | 15 a 19 | 8     |
| 12    | 10 a 14 | 4     |
| 4     | 5 a 9   | 4     |
| 16    | 0 a 4   | 0     |

## Economia
El 2007 la població en edat de treballar era de 125 persones, 85 eren actives i 40 eren inactives. De les 85 persones actives 78 estaven ocupades (46 homes i 32 dones) i 8 estaven aturades (3 homes i 5 dones). De les 40 persones inactives 15 estaven jubilades, 11 estaven estudiant i 14 estaven classificades com a «altres inactius».

### Ingressos
El 2009 a Nonières hi havia 82 unitats fiscals que integraven 197 persones, la mediana anual d'ingressos fiscals per persona era de 15.142 €.

### Activitats econòmiques
Dels 3 establiments que hi havia el 2007, 2 eren d'empreses de construcció i 1 d'una empresa d'hostatgeria i restauració.
Dels 2 establiments de servei als particulars que hi havia el 2009, 1 era un paleta i 1 restaurant.
L'any 2000 a Nonières hi havia 8 explotacions agrícoles.

## Equipaments sanitaris i escolars
El 2009 hi havia una escola elemental.

## Poblacions més properes
El següent diagrama mostra les poblacions més properes.